# Grab des Nacht (BH 21)
Koordinaten: 27° 55′ 45,5″ N, 30° 52′ 30,2″ O
Das Grab des Nacht (BH 21) befindet sich in Beni Hasan und datiert in die 12. Dynastie (Mittleres Reich). Nacht war Großes Oberhaupt des Gazellengauses, Bürgermeister von Menat-Chufu und Vorsteher der Ostwüste. Der Sohn seines Amtsvorgängers Chnumhotep I. amtierte unter Sesostris I. oder Amenemhet II. Die dekorierte Kultkapelle seines Grabes besteht nur aus einem 8,38 × 9,42 Meter großen Raum und wird von zwei in den Felsen gehauene Säulen gestützt. Nur die Südwand dieser Kapelle ist dekoriert. Sie zeigt den stehenden Grabinhaber und vor ihm Opfergabenträger.